# ジェルジンスク
座標: 北緯56度14分 東経43度28分 / 北緯56.233度 東経43.467度

ジェルジンスク市の紋章

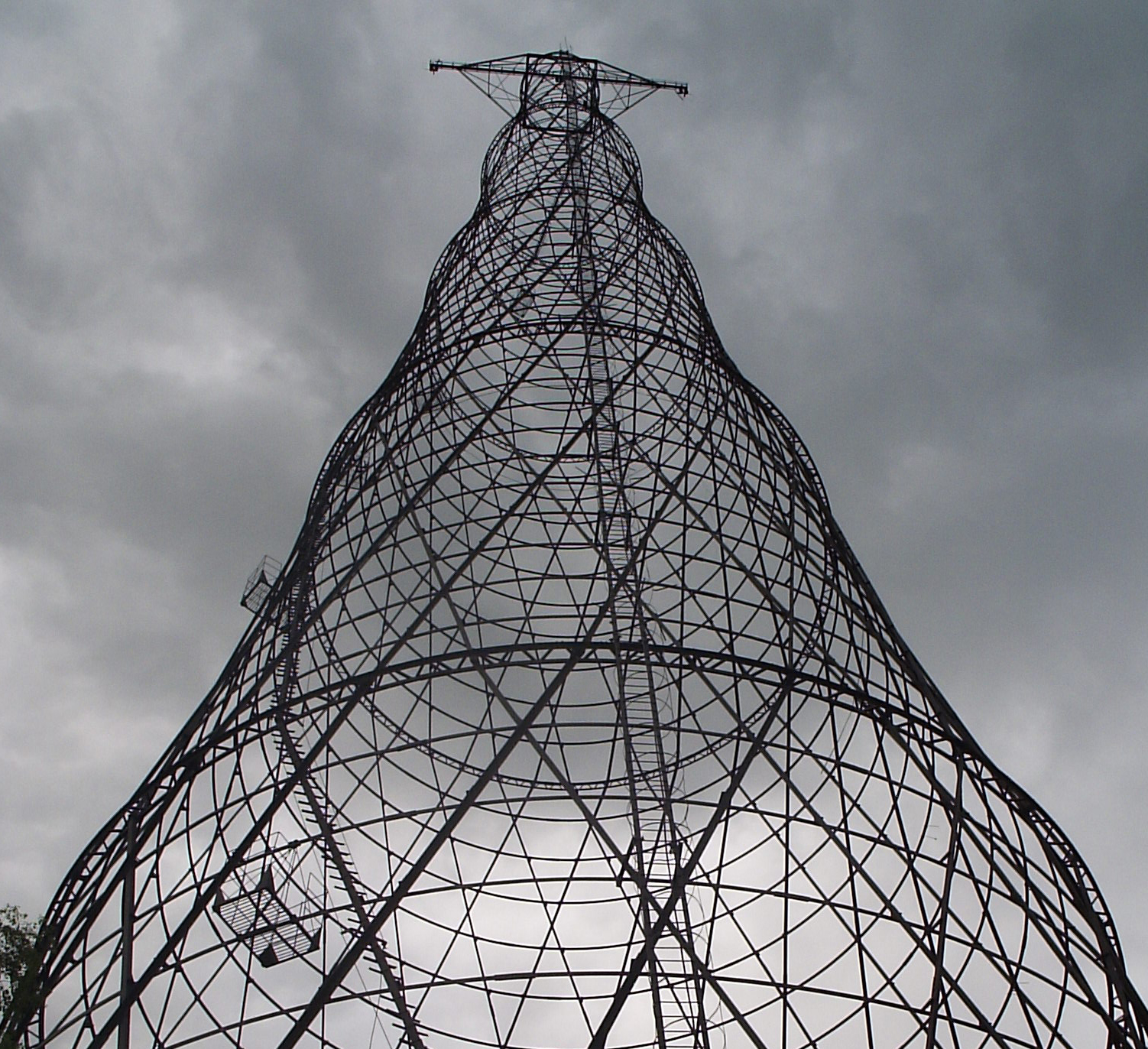
ジェルジンスク近郊でオカ川を越える送電線の鉄塔（シューホフ・タワー）

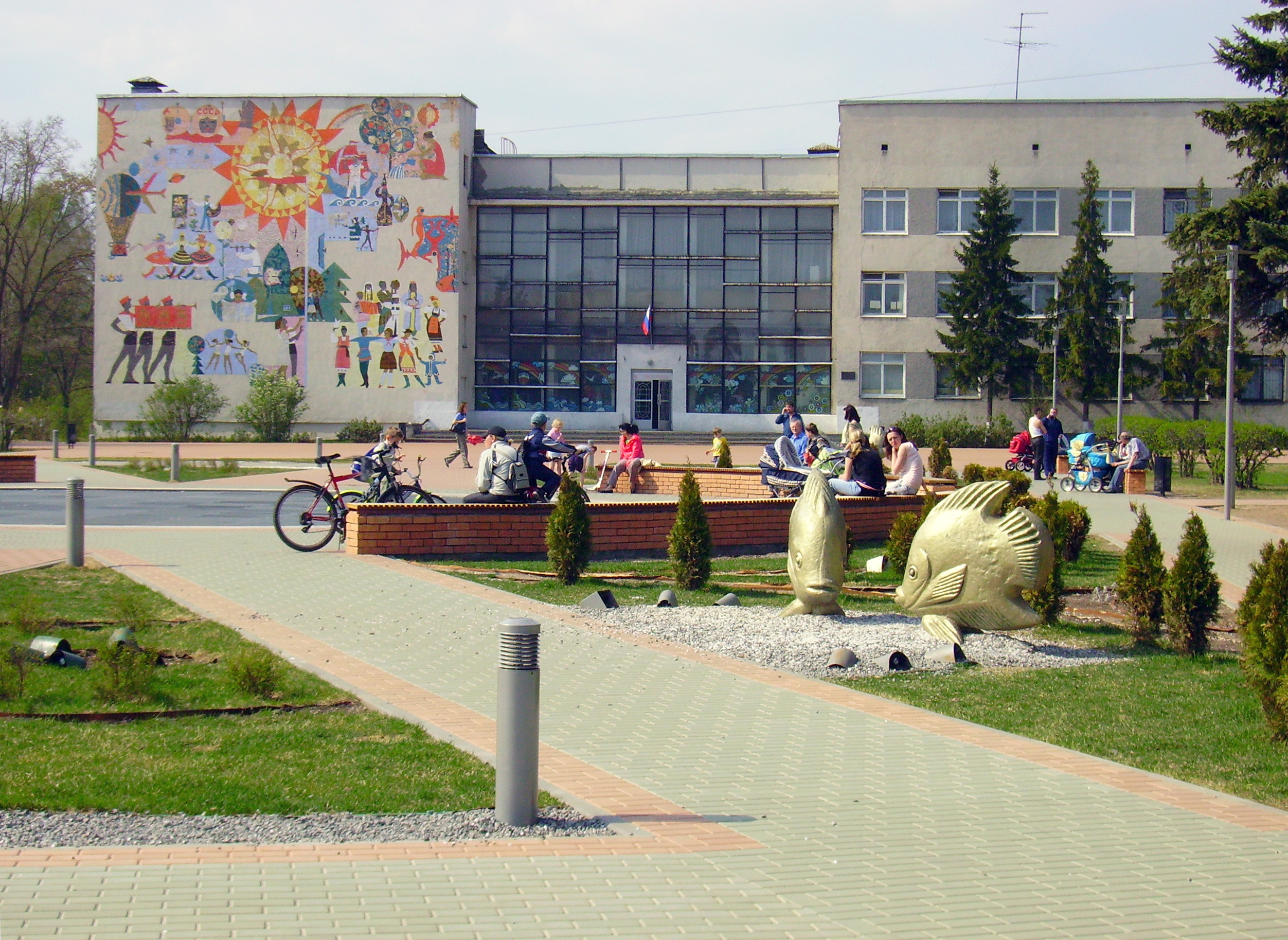
児童宮殿

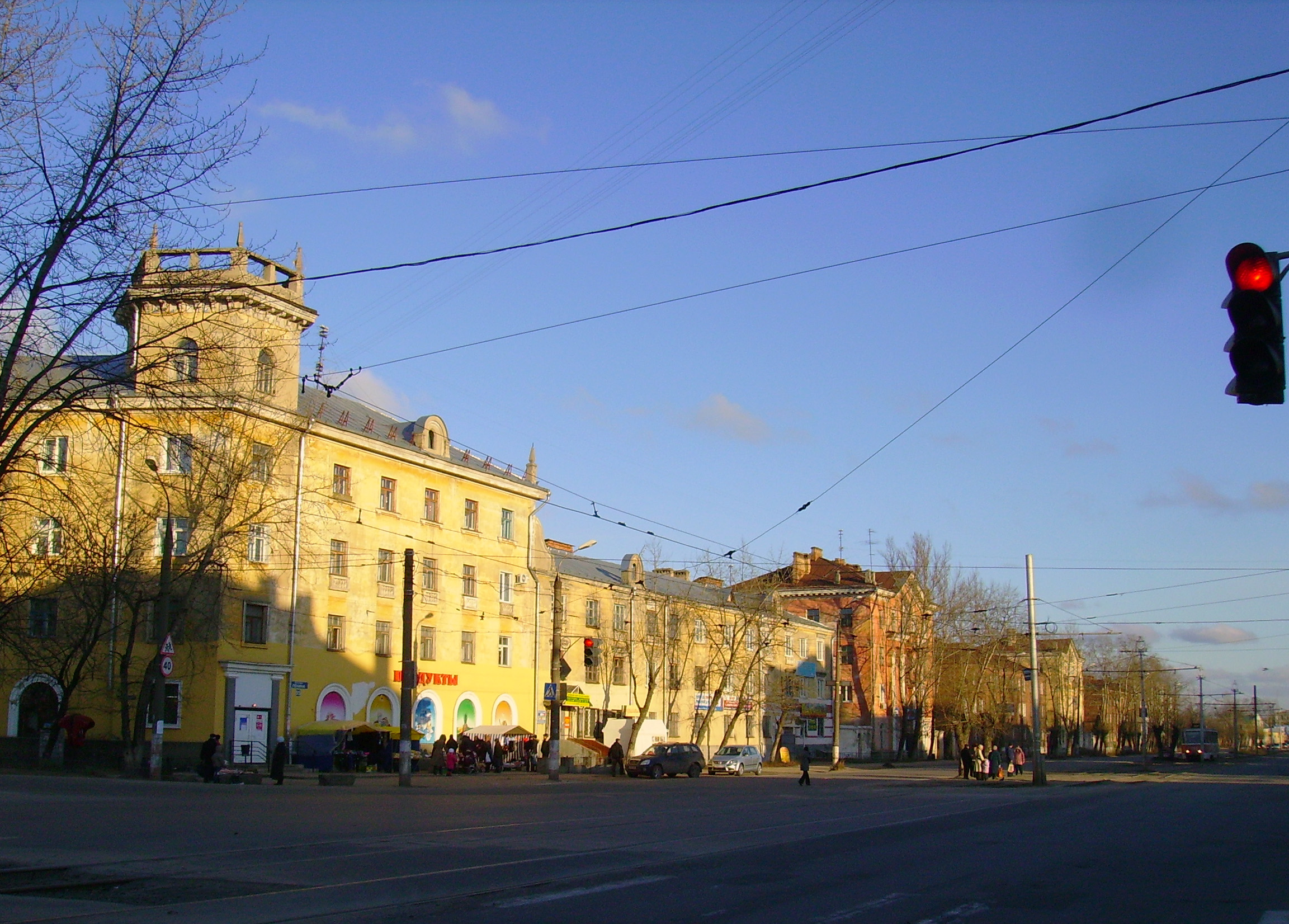
ジェルジンスクの市街地

ジェルジンスク (ゼルジンスク、ロシア語: Дзержи́нск, Dzerzhinsk) はロシア連邦ニジニ・ノヴゴロド州の都市。人口は21万8630人（2021年）。オカ川に臨む。

## 概要
町の名前は、秘密警察（チェーカー）を創立したことで知られるベラルーシ生まれのポーランド人革命家フェリックス・ジェルジンスキーに因む。
1920年に建設され、1929年まではラスチャピノ (Растя́пино, Rastyapino) と呼ばれていた。1930年に市となって以降、工業都市として大きく発展し、ソビエト連邦の化学工業の中心地のひとつとなった。また、20世紀後半の東西冷戦期には化学兵器の生産拠点でもあった。
現在、化学工業から生じた廃棄物処理が不適切なため発生した水質・土壌汚染が問題となっている。

## 姉妹都市
- フロドナ、ベラルーシ 2005年
- ドルスキニンカイ、リトアニア 2009年
- ビターフェルト、ドイツ 2010年